# Septische Granulomatose
Die Septische Granulomatose (auch Chronische Granulomatose) ist eine sehr seltene Erbkrankheit des Immunsystems, bei der die Funktion der NADPH-Oxidase und damit die ausreichende Produktion verschiedener Sauerstoffradikale zur Immunabwehr gestört ist. Dies hat zur Folge, dass sich Krankheitserreger, speziell pathogene Bakterien und Pilze, ohne ständige medikamentöse Behandlung weitgehend ungehindert im Körper der Betroffenen ausbreiten können, was häufig zu Granulomen an unterschiedlichsten inneren Organen und im Bereich der Haut und in der Folge zum frühen Tod führt.
In der ärztlichen Fachsprache wird diese Krankheit auch als CGD (aus der englischen Bezeichnung chronic granulomatous disease) bezeichnet.

## Inzidenz
Ungefähr eines von 200.000 Neugeborenen wird mit dieser Störung des Immunsystems geboren. In Deutschland sind ca. 150 Patienten bekannt. Pro Jahr sterben etwa 1–5 % Prozent der Patienten, jedoch erreichen inzwischen die meisten Patienten das Erwachsenenalter.
Für die Prognose ist die Art der Genmutation weniger entscheidend als eine noch vorhandene Rest-Aktivität der NADPH-Oxidase.

## Pathogenese und Genetik
Ursache für die Erkrankung sind Mutationen bei Genen, die Proteine für Teile des Proteinkomplexes Cytochrom b (CYBB) codieren. Es existieren entsprechend den Mutationen von Genen mehrere Typen der septischen Granulomatose.
Die häufigste Form (ca. 70 Prozent aller Fälle von septischen Granulomatosen) ist die X-chromosomal-rezessive vererbte septische Granulomatose (X-CGD). Diese wird durch die Mutation des gp91-phox-Gens auf dem X-Chromosom, Abschnitt p21.1 (Xp21.1) verursacht. Sie betrifft aufgrund des Erbgangs ausschließlich Jungen. Das gp91-phox-Gen kodiert die beta-Untereinheit (β-subunit) des Proteins Cytochrom b. Cytochrom b wiederum ist ein unabdinglicher Bestandteil des Enzyms NADPH-Oxidase, welches in den weißen Blutkörperchen (Leukozyten, genauer Granulozyten) durch die Produktion von Superoxid-Radikalen und anderen Oxidantien für die Abtötung von Bakterien oder Pilzen mitverantwortlich ist. Veränderungen des gp91-phox-Gens führen zu Veränderungen der Eiweißstruktur von Cytochrom b und diese wiederum führen zu Veränderungen der Eiweißstruktur von NADPH-Oxidase mit Funktionsverlust.
Da Granulozyten mit septischer Granulomatose nicht in der Lage sind selbst Wasserstoffperoxid zu produzieren (defekte NADPH-Oxidase), nutzen sie das von Bakterien und Pilzen produzierte Wasserstoffperoxid und wandeln es in ROS um. Die Abwehr von katalase-produzierenden Bakterien und Pilzen (Staphylococcus, Serratia, E. coli, Aspergillus etc.) ist durch den Ausfall der Superoxid-Radikalproduktion stark behindert, da diese ihren eigenen Wasserstoffperoxid mittels Katalase neutralisieren.
Granulozyten können katalase-produzierende Bakterien und Pilzzellen durch Phagozytose zwar unverändert in sich aufnehmen, die nachfolgende Abtötung entfällt jedoch. Die Erreger verbleiben im Wesentlichen ungeschädigt in den Granulozyten und werden mit diesen durch den gesamten Körper transportiert. Dies kann zur Verschleppung der Erreger von einem Organ zum nächsten führen. Infolgedessen ist die Erzeugung von ROS und die Bildung von NETs stark eingeschränkt.
Da die Beseitigung von Bakterien und Pilzen nicht allein auf den Granulozyten beruht, ist die Abwehr nicht vollends zusammengebrochen, aber nur sehr eingeschränkt möglich. Dies führt zu entweder besonders schwer verlaufenden Infektionen, wie beispielsweise Lymphknotenentzündungen (Lymphadenitis), oder zur Streuung von Infektionserregern in den gesamten Organismus, wie bei einer infektiösen Blutvergiftung (Sepsis bzw. septische Streuung). Typisch für den Krankheitsverlauf ist beispielsweise, dass eingeatmete Sporen von Schimmelpilzen, die bei gesunden Menschen innerhalb weniger Minuten durch Fresszellen beseitigt werden, in der Lunge auskeimen, das Lungengewebe durchwachsen und auch benachbarte Organe schädigen. Es sind Fälle bekannt, bei denen, von der Lunge ausgehend, das Rückenmark geschädigt und eine Querschnittlähmung verursacht wurde.
Da das Cytochrom b aus mehreren Untereinheiten von Eiweißen besteht, führen Veränderungen der für diese Eiweiße verschlüsselnden Gene ebenfalls zu einer Minderfunktion oder gar zum Ausfall der NAPDH-Oxidase in den Leukozyten und damit zum Bild einer septischen Granulomatose. Neben dem gp91-phox-Gen sind auch Veränderungen der Gene p22-phox (Chromosom 16q24), p47-phox (Chromosom 7q11.23) und p67-phox (Chromosom 1q25) bekannt. Die Veränderungen dieser Gene sind allesamt seltener als die Mutation von gp91-phox. Im Unterschied zur gp91-phox Genmutation werden die Veränderungen dieser Gene nicht X-chromosomal rezessiv, sondern autosomal-rezessiv vererbt. Dies bedeutet, dass im Gegensatz zur X-chromosomal-rezessiv vererbten septischen Granulomatose bei diesen Formen der septischen Granulomatose sowohl Jungen als auch Mädchen betroffen sind.
Zwei weitere Gene (rac1 und rac2) kodieren für Proteine, die zur Funktion von NADPH-Oxidase ebenfalls notwendig sind. Mutationen des rac2-Gens auf Chromosom 22q12.3 bis 22q13.2 führen zum Krankheitsbild des neutrophilen Immundefizienzsyndroms (NIDS), welches dem der septischen Granulomatosen sehr ähnelt. Auch dieses wird autosomal-rezessiv vererbt (Jungen und Mädchen betroffen) und ist erheblich seltener als die klassische X-chromosomal-rezessiv vererbte septische Granulomatose (X-CGD).
Die Proteine rac2, p47-phox (NCF1) und p67-phox (NCF2) sind Bestandteile der granulozytären NADPH-Oxidase. Das Protein p22-phox ist die α-Untereinheit des Cytochroms b.
| Übersicht über die verschiedenen Formen der septischen Granulomatose (CGD) | Übersicht über die verschiedenen Formen der septischen Granulomatose (CGD) | Übersicht über die verschiedenen Formen der septischen Granulomatose (CGD) | Übersicht über die verschiedenen Formen der septischen Granulomatose (CGD) | Übersicht über die verschiedenen Formen der septischen Granulomatose (CGD) | Übersicht über die verschiedenen Formen der septischen Granulomatose (CGD) | Übersicht über die verschiedenen Formen der septischen Granulomatose (CGD) |
| CGD-Typ                                                                    | Synonym                                                                    | OMIM ID                                                                    | Gen                                                                        | Chromosom                                                                  | Erbgang                                                                    | Betroffene                                                                 |
| -------------------------------------------------------------------------- | -------------------------------------------------------------------------- | -------------------------------------------------------------------------- | -------------------------------------------------------------------------- | -------------------------------------------------------------------------- | -------------------------------------------------------------------------- | -------------------------------------------------------------------------- |
| X-chromosomal-rezessive CGD                                                | X-CGD, XR-CGD, p91-phox-CGD                                                | 306400                                                                     | p91-phox β-Untereinheit Cytochrom b                                        | Xp21.1                                                                     | X-chromosomal-rezessiv                                                     | nur Jungen keine Mädchen                                                   |
| CGD Cytochrom b positiv Typ 1                                              | AR-CGD Typ 1, NCF1-Mangel                                                  | 233700                                                                     | p47-phox NCF1                                                              | 7q11.23                                                                    | autosomal-rezessiv                                                         | Jungen und Mädchen                                                         |
| CGD Cytochrom b positiv Typ 2                                              | AR-CGD Typ 2, NCF2-Mangel                                                  | 233710                                                                     | p67-phox NCF2                                                              | 1q25                                                                       | autosomal-rezessiv                                                         | Jungen und Mädchen                                                         |
| CGD Cytochrom b negativ                                                    | CYBA-Mangel, AR-CGD CYBA-                                                  | 233690                                                                     | p22-phox α-Untereinheit Cytochrom b                                        | 16q24                                                                      | autosomal-rezessiv                                                         | Jungen und Mädchen                                                         |
| Neutrophiles Immundefizienzsyndrom                                         | NIDS, rac2-Mangel                                                          | 608203                                                                     | rac2                                                                       | 22q12.3-22q13.2                                                            | autosomal-rezessiv                                                         | Jungen und Mädchen                                                         |

## Diagnose
Die Diagnose kann durch Messung des Sauerstoffwechsels (O2-Test) in den Granulozyten (Granulozytenfunktionstest) und durch eine genetische Analyse abgesichert werden.
Andere Formen der Immunschwäche sind gegenüber der septischen Granulomatose abzugrenzen. Hierzu gehören Erkrankungen wie HIV (AIDS), angeborene oder erworbene Neutropenien, schwere kombinierte Immundefekte, variable kombinierte Immundefekte (CVID), angeborene und/oder erworbener Immunglobulinmangel sowie Mendelsche Anfälligkeit für Erkrankungen durch Mykobakterien.
Das Blutbild – insbesondere die Zahlen von Leukozyten und Granulozyten – sind bei der septischen Granulomatose normal.

## Symptome
Erste Symptome der Krankheit zeigen sich bereits im frühesten Kleinkindalter in Form von schwersten bakteriellen Erkrankungen, Entzündungen und Pilzbefall auch an inneren Organen. Es kommt häufig zu eitrigen Entzündungen der Lymphknoten, zu Abszessen der Haut, der Leber und der Lunge. Immer wieder treten ferner Lungenentzündungen und Entzündungen an allen Knochen (Osteomyelitis) auf. Diese Entzündungen sowie häufige Granulome können zu Verengungen im Verdauungstrakt führen, so dass viele Patienten zusätzlich noch an Schluckbeschwerden und Darmverschlüssen zu leiden haben.
Aufgrund der Dauerbehandlung mit Antibiotika und Antimykotika treten bei vielen Patienten Resistenzen auf, so dass die Infektionen mit zunehmendem Alter immer schwieriger zu bekämpfen sind. Die Folge hiervon ist eine sehr häufige Einweisung in Krankenhäuser.
Die Sterblichkeit ist infolge der vielfältigen Schädigungen von lebenswichtigen inneren Organen sehr hoch. Sie hängt auch ab von der Exposition gegenüber Schimmelpilzsporen (geringeres Risiko in der Stadt als auf einem Bauernhof) und von der Disziplin bei der Einnahme der Medikamente.

## Therapie
Die Therapie ist zunächst rein symptomatisch durch eine tägliche, vorbeugende Gabe von Antibiotika und Antimykotika. Dennoch ist es häufig nötig, zusätzlich Medikamente intravenös zu verabreichen. Häufig müssen sich die Patienten später wiederholten Operationen unterziehen, um größere Infektionsherde oder Gewebswucherungen (Granulome) zu beseitigen. Auch die regelmäßige Gabe von Gamma-Interferon kann angezeigt sein.
Zur Therapie gehört auch, dass die Patienten alle Orte und Tätigkeiten zu meiden haben, bei denen sie mit höheren Konzentrationen von Schimmelpilzen und Bakterien rechnen müssen. Hierzu gehört beispielsweise der Umgang mit Blumenerde und Biomüll, aber auch Klimaanlagen und selbst Whirlpools können für sie gefährlich sein.

### Blutstammzelltransplantation
Sofern ein geeigneter HLA-kompatibler Spender gefunden wird, ist heute bei schweren Krankheitsverläufen eine Stammzelltransplantation die erfolgversprechendste Therapie. Mittlerweile liegen die Heilungsraten nach allogener Blutstammzelltransplantation von HLA-identischen Geschwister und freiwilligen Fremdspendern bei etwa 90 %. Komplikationen sind Abstoßung, Graft versus Host Disease (GvHD) und entzündliche Reaktionen im Bereich entzündeter oder infizierter Organe. Es sind erfolgversprechende Versuche im Gange, die Toxizität der für die Stammzelltransplantation erforderlichen Chemotherapie (Konditionierung) so zu reduzieren, dass Patienten schonender transplantiert werden können. Die aktuelle Überlebensrate nach einer solchen Chemotherapie mit reduzierter Toxizität (reduced toxicity conditioning RTC), die aus Fludarabin 180 mg/m², niedrig dosiertem Busulfan und einer In-vivo-T-Zelldepletion mit Antithymozytenglobulin oder Alemtuzumab besteht, liegt zurzeit bei 96 % (Zürcher EBMT WP Inborn Errors Studie). Ob es mit dieser RTC-Methode möglich sein wird, Spätfolgen der Konditionierung, wie Infertilität, zu reduzieren, werden zukünftige Studien zeigen.

### Gentherapie
Am 2. April 2006 wurde vom Georg-Speyer-Haus in Frankfurt am Main die bereits geraume Zeit zuvor erfolgte Behandlung von zwei Erwachsenen und einem Kind bekannt gegeben, die an der septischen Granulomatose im Endstadium litten. Einer der beiden in Frankfurt behandelten Patienten verstarb wenige Tage nach dieser Erfolgsmeldung an den Folgen einer Blutvergiftung. Ob es einen Zusammenhang zwischen dem Tod des Mannes und der Gentherapie gibt, blieb unklar.

#### Methodik
In der Frankfurter Studie (Leitung: Dieter Hoelzer, Durchführung: Manuel Grez, Marion Gabriele Ott) waren zunächst blutbildende Stammzellen (CD34+) aus dem Blut der beiden Patienten entnommen, im Labor mit einer funktionsfähigen Kopie des bei den Patienten defekten Gens ausgestattet und dann wieder ins Blut der Patienten infundiert worden. Als Gen-Fähre wurde ein inaktiviertes Maus-Retrovirus benutzt. Bei beiden Patienten kam es zur erhofften dauerhaften Ansiedlung der gentechnisch veränderten Stammzellen in ihrem Körper, zu deren Vermehrung und zu deren Differenzierung zu Phagozyten („Fresszellen“).
Die Besonderheit des Frankfurter Vorgehens bestand darin, die Patienten vor der Übertragung der modifizierten Blutstammzellen einer milden Leukämie-Chemotherapie zu unterziehen. Die hierdurch verursachte Reduzierung von Blutstammzellen erleichterte später offenbar die Integration der gentechnisch veränderten Blutstammzellen ins Knochenmark der Patienten. Noch im Jahr 2006 soll in Frankfurt am Main damit begonnen werden, zehn weitere schwerstkranke Patienten in gleicher Weise gentherapeutisch zu behandeln. Bis April 2006 hatten die Ärzte rund eine Million Euro an Forschungsgeldern für Vorbereitung und Durchführung des Therapieversuchs aufgewendet. Dem Beginn der Gentherapie war ein fast sechs Jahre dauerndes Genehmigungsverfahren vorausgegangen.

#### Heilerfolge
Innerhalb von 50 Tagen besserte sich der Zustand der Patienten, die zuvor an therapieresistenten Bakterien- und Pilzinfektionen gelitten hatten, erheblich. Etwa 150 Tage nach der Infusion nahm bei beiden Patienten allerdings die Zahl der genetisch korrigierten Zellen noch einmal zu. Molekularbiologische Kontrolluntersuchungen zeigten, dass diese Veränderungen durch eine zusätzliche, unerwartete Aktivierung von drei Genen durch die virale Gen-Fähre zurückzuführen war, die nun das Zellwachstum stimulierten. Daher wurden zunächst keine weiteren Patienten mit dieser Methode behandelt, da die Ärzte das Risiko des Entstehens einer Leukämie nicht sicher ausschließen konnten. Die Studie wurde nach Angaben der Autoren 16 Monate nach Beginn des ersten Therapieversuchs in der Fachzeitschrift Nature Medicine veröffentlicht, da dieser beobachtete Effekt bis dahin ohne negative Folgen geblieben war.
Die beiden Frankfurter Patienten waren zum Zeitpunkt der Gentherapie 26 bzw. 25 Jahre alt. Bei dem 26-jährigen Mann war im Alter von 2 ½ Jahren die erste Diagnose auf septische Granulomatose gestellt worden. Er hatte mehrere lebensgefährliche bakterielle Infektionen überstanden und litt seit 1980 an Leberabszessen, die seit 2003 therapieresistent waren. Ferner hatte er 2002 im ganzen Körper schwere Knochenhautentzündungen, die erst nach Monaten abgeklungen waren. Bei dem 25-jährigen Mann war die Krankheit im Alter von einem Jahr diagnostiziert worden. Seit 2002 litt er an therapieresistenten Pilzinfektionen der Lunge, auch war bei ihm generell die Wundheilung gestört.
Beide Patienten konnten einen Monat nach der Stammzellübertragung das Krankenhaus verlassen und hatten danach keine schweren Bakterien- oder Pilzinfektionen mehr. 53 Tage nach Zuführung der gentechnisch veränderten Blutstammzellen war bei dem 26-jährigen Patienten der Leberabszess röntgenologisch nicht mehr nachweisbar. Zum Zeitpunkt der Veröffentlichung der Studie im April 2006 musste er keine Medikamente zum Schutz vor Infektionen mehr einnehmen. Beim 25-jährigen Patienten war die Pilzinfektion der Lunge nach 50 Tagen nahezu abgeklungen, später verschwand sie ganz. Ein Jahr nach seiner Gentherapie (im April 2006) nahm er noch in geringer Menge vorbeugend Antibiotika ein. Bei beiden Patienten wiesen schon ein Monat nach der Gentherapie ca. 20 bzw. 10 Prozent der Granulocyten das funktionstüchtige Gen auf. Infolge der späteren, unerwarteten Genaktivierung stieg ihre Zahl später auf 60 bzw. 50 Prozent an. Nach Angaben der Ärzte würden bereits 5 Prozent funktionstüchtige Zellen genügen, um die Immunabwehr wiederherzustellen.
Noch dramatischer war der Heilungserfolg bei einem fünfjährigen Jungen in Zürich, der gleichfalls im Frühjahr 2005 – aus einer akuten ärztlichen Notlage heraus – gemäß den Vorgaben der Frankfurter Studie von Prof. Reinhard Seger am Universitätsspital Zürich gentherapeutisch behandelt wurde. Infolge einer therapieresistenten Pilzinfektion der Lunge hatte dem Jungen bereits ein Lungenflügel entfernt werden müssen, dennoch war der Pilzbefall zum Rückenmarkskanal durchgebrochen und hatte eine Querschnittlähmung herbeigeführt. Schon wenige Wochen nach der Gentherapie war der Pilzbefall völlig beseitigt, und zur Überraschung der Ärzte klangen auch die neurologischen Beschwerden allmählich ab: Ein Jahr nach der Gentherapie war er sogar wieder in der Lage, zeitweise auf einem Bein zu stehen oder mit seiner Schwester zumindest kurzzeitig Fußball zu spielen.

#### Plötzlicher Todesfall
Am 27. April 2006 wurde bekannt, dass der zum Zeitpunkt des Eingriffs 26-jährige Mann am 10. April, also etwa zwei Jahre nach der Gentherapie, in Düsseldorf verstorben war. Nachdem er zunächst erstmals seit seiner Kindheit über Monate hinweg frei von schweren Infektionen gewesen war, war es bereits im Januar 2006 zu einer ersten Entzündung in seinem Kiefer gekommen. Danach musste ihm die Milz entfernt werden und es trat eine Entzündung des Dickdarms auf.
Zwei Tage vor seinem Tod war es bei diesem Patienten zu einem plötzlichen Darmdurchbruch, hierdurch zu schweren Infektionen im Bauchraum und in der Folge zu einem septischen Schock sowie zu einem Multiorganversagen gekommen. Die Ärzte erklärten diesen Krankheitsverlauf am 23. Mai 2006 in einer Presseerklärung so:

„Die meisten der gentechnisch veränderten weißen Blutzellen haben ihre Funktion teils oder vollständig verloren. Bedauerlicherweise hat die Anzahl der restlichen funktionsfähigen genkorrigierten weißen Blutzellen nicht mehr ausgereicht, Keime einer Infektion dieser Schwere noch erfolgreich zu bekämpfen.“

Warum die genveränderten Zellen verloren gingen, ist derzeit noch unklar. Den beiden anderen Patienten geht es einer Pressemitteilung der Ärzte vom 28. April 2006 zufolge weiterhin gut.

## Belege
1. ↑  Douglas B. Kuhns et al.: Residual NADPH Oxidase and survival in chronic granulomatous disease. In: New England Journal of Medicine. Band 363, 2010, S. 2600–2610, doi:10.1056/NEJMoa1007097.
2. ↑  K. Akong-Moore, O. A. Chow, M. von Köckritz-Blickwede, V. Nizet: Influences of chloride and hypochlorite on neutrophil extracellular trap formation. In: PLOS ONE. Band 7, Nr. 8, 2012, e42984, ISSN 1932-6203. doi:10.1371/journal.pone.0042984. PMID 22912772. PMC 3418225 (freier Volltext).
3. ↑  Q. Remijsen, T. Vanden Berghe, E. Wirawan, B. Asselbergh, E. Parthoens, R. De Rycke, S. Noppen, M. Delforge, J. Willems, P. Vandenabeele: Neutrophil extracellular trap cell death requires both autophagy and superoxide generation. In: Cell research. Band 21, Nr. 2, 2011, S. 290–304, ISSN 1748-7838. doi:10.1038/cr.2010.150. PMID 21060338. PMC 3193439 (freier Volltext).
4. ↑  M. G. Ott et al.: Correction of X-linked chronic granulomatous disease by gene therapy, augmented by insertional activation of MDS1-EVI1, PRDM16 or SETBP1. In: Nature medicine. Band 12, 2006, S. 401–409, doi:10.1038/nm1393.
5. ↑  siehe hierzu auch: U. Wagemann: Gentherapie erfolgreich, Patient tot? In: Gen-ethischer Informationsdienst, Nr. 176, 2006, S. 32–35, Volltext